# 레고 배트맨 무비
《레고 배트맨 무비》(덴마크어: Lego Batman Filmen)는 워너 브라더스 애니메이션이 제작한 2017년에 공개된 덴마크의 3D 컴퓨터 애니메이션 슈퍼 히어로 코미디 영화이다. 크리스 매케이 감독, 세스 그레이엄 스미스, 크리스 매케나, 에릭 소머스, 제러드 스턴, 존 위팅턴이 각본을, 댄 린, 로이 리, 필 로드, 크리스토퍼 밀러가 제작했다. 레고 배트맨 제품 라인을 기반으로 한 이 영화는 미국, 오스트레일리아, 덴마크등이 합작하여 제작했고, 《레고 무비》(2014)의 첫 스핀오프 작품이다. 최대 적수인 조커의 마지막 계획을 막으려하는 DC 코믹스의 캐릭터 배트맨을 중심으로 하며, 전작에도 등장했던 배트맨 역으로 재출연한 윌 아넷과 함께 잭 갤리퍼내키스, 마이클 세라, 로사리오 도슨, 레이프 파인스등이 출연한다.
2017년 1월 29일 아일랜드 더블린에서 첫 상영되었고, 2017년 2월 10일 미국에서 극장 개봉하였다. 긍정적인 평가와 함께 월드와이드 수익 3억 1,200만 달러를 벌어들였다.

## 줄거리
레고 세계관의 DC 코믹스 부분에서 배트맨은 고담시를 보호하고 범죄와 싸운다. 조커와 그의 동료들이 도시를 파괴하려는 최근 임무를 저지하는 동안, 배트맨은 성공하지만 조커에게 자신의 인생에서 형식적인 존재라고 말하며 조커의 감정을 상하게 하고, 이는 조커가 복수를 계획하게 만든다.
다음 날, 배트맨의 또 다른 자아인 브루스 웨인은 고담시의 겨울 갈라에 참석하는데, 이 갈라는 경찰청장 고든의 은퇴와 그의 딸 바바라가 그 자리를 대체하는 것을 기념하는 자리였다. 웨인은 바바라에게 반해 정신이 팔렸고, 그 결과 열정적인 고아 딕 그레이슨을 자신도 모르게 입양하는 데 동의한다. 바바라가 배트맨 없이 경찰이 기능하도록 재편성하려는 계획에 웨인은 격분한다. 조커는 그의 동료들과 함께 파티를 망치지만, 할리 퀸을 제외한 모두가 갑자기 경찰에 자수한다. 너무 많은 악당들이 수감되자, 고담시는 더 이상 배트맨의 범죄 퇴치 기술을 필요로 하지 않게 되어 배트맨은 낙담한다.
조커가 뭔가 꿍꿍이가 있다고 믿은 배트맨은 슈퍼맨의 팬텀 존 영사기를 훔칠 계획을 세운다. 이 장치는 누구든지 레고 세계에서 가장 위험한 악당들을 가두고 있는 팬텀 존으로 보낼 수 있는 장치인데, 알프레드가 개입하여 딕을 보살피라고 조언한다. 배트맨은 처음에는 거절했지만, 알프레드는 딕이 배트케이브에 들어가는 것을 허락한다. 딕 앞에서 배트맨으로 나타난 배트맨은 자신도 딕을 입양했으며, 이제 로빈이라는 이름을 붙여줬다고 말한다. 배트맨과 로빈은 고독의 요새에 있는 원자 가마에서 영사기를 회수하고, 아캄 어사일럼에 침입하여 조커를 팬텀 존으로 성공적으로 보낸다. 조커가 그곳으로 보내지기를 원했다고 의심한 바바라는 배트맨과 로빈을 구금한다.
영사기가 증거로 압수되는 동안, 할리는 조커의 계획의 일환으로 그것을 다시 훔쳐 조커를 풀어준다. 조커는 팬텀 존에서 모집한 모든 악당들, 사우론을 포함하여 고담으로 돌아올 수 있게 된다. 사우론은 조커에게 배트맨이 브루스 웨인이라고 알려주는데, 조커는 이를 그들이 룸메이트라고 해석한다. 범죄자들은 고담을 파괴하고 웨인 저택을 점령한다. 고담이 결국 배트맨을 필요로 한다는 것을 깨달은 바바라는 배트맨과 로빈을 풀어주고, 그들과 알프레드와 팀을 이루어 새로운 위협을 막으려 한다. 팀원들이 악당들과 싸우는 데 어느 정도 성공을 거두지만, 배트맨은 부모님처럼 그들을 잃을까 봐 두려워 그들을 강제로 떠나보내고 조커와 홀로 맞선다.
배트맨이 자신의 방식을 바꿀 수 없다고 믿은 조커는 배트맨을 팬텀 존으로 보내고 배트케이브에 압수된 폭탄들을 훔쳐 고담을 파괴하려고 한다. 한편, 팬텀 존의 소장 필리스는 배트맨에게 그가 가장 가까운 사람들을 계속해서 학대했음을 보여준다. 배트맨은 마침내 가족의 일부가 되는 것에 대한 가장 큰 두려움을 받아들이고 변화하기로 결심한다. 배트맨의 팀원들은 그를 돕기 위해 전투로 돌아오지만, 스스로 위험에 처한다. 배트맨은 필리스와 거래하여 잠시 고담으로 돌아가 팬텀 존에서 탈출한 악당들을 회수하고, 제시간에 도착하여 팀원들을 구하며, 그들을 떠나온 것에 대해 사과하고 조커를 물리치는 데 도움을 요청한다. 그들은 동의하며, 바바라는 배트걸의 망토를 물려받는다.
조커의 이전 팀의 도움으로 배트맨과 그의 팀은 탈출한 악당들을 물리치고 팬텀 존으로 다시 보낸다. 조커의 폭탄이 폭발하여 고담 아래의 지층이 갈라지고 찢어진다. 배트맨은 조커에게 그가 자신이 영웅이 되는 목적을 제공한다고 말하며 조커를 설득하여 돕게 한다. 모든 시민과 악당의 도움으로 그들은 고담을 구하고, 스스로 사슬처럼 연결하여 지층을 다시 붙인다.
배트맨은 로빈에게 자신이 웨인임을 밝히고, 이전에 저지른 행동의 결과를 직면하기 위해 팬텀 존으로 돌아가려 한다. 그러나 필리스는 그가 영웅임을 깨닫고 모두를 구하기 위해 변화한 모습을 본 후 그를 막는다. 그 후 배트맨은 적들에게 앞서갈 기회를 주는데, 그들이 자신의 팀에게는 상대가 되지 않을 것임을 알고 있기 때문이다.

## 출연
- 윌 아넷 - 배트맨 / 브루스 웨인 역
- 잭 갤리퍼내키스 - 조커 역
- 마이클 세라 - 로빈 역
- 로사리오 도슨 - 배트걸 / 바버라 고든 역
- 레이프 파인스 - 알프레드 페니워스 역
- 제니 슬레이트 - 할리 퀸 역
- 시리 (수잔 베넷) - 배트컴퓨터 역
- 헥터 엘리존도 - 짐 고든 역
- 로런 화이트 (Lauren White) - 오하라 반장, 메두사 역
- 머라이어 캐리 - 맥캐스킬 시장 역
- 에디 이자드 - 볼드모트 역
- 세스 그린 - 킹콩 역
- 저메인 클레멘트 - 사우론 역
- 빌리 디 윌리엄스 - 투페이스 역
- 리키 린드홈 - 포이즌 아이비, 서쪽의 사악한 마녀 역
- 코난 오브라이언 - 리들러 역
- 제이슨 맨트조카스 - 스케어크로우 역
- 조 크라비츠 - 캣우먼 역
- 케이트 미쿠치 - 클레이페이스 역
- 덕 벤슨 - 베인 역
- 데이비드 버로우스 (David Burrows) - 앵커맨 필, 미스터 프리즈 역
- 맷 빌라 - 펭귄 역
- 로라 카이트링거 - 리포터 파이파, 올카 역
- 토드 핸슨 (Todd Hansen) - 기장 데일
- 크리스 매케이 - 파일럿 빌
- 마크 조너던 데이비스 - 본인/리처드 치즈 역
- 채닝 테이텀 - 슈퍼맨 역
- 엘리 켐퍼 - 필리스 역
- 조나 힐 - 그린랜턴 / 그린 랜턴 역
- 아담 드바인 - 배리 앨런 / 플래쉬 역
- 브렌트 머스버거 - 언론인 1
- 랠프 가먼 - 언론인 2
- 크리스 하드윅 - 언론인 3